# ZFC in het seizoen 1958/59
Het seizoen 1958/1959 was het vierde jaar in het bestaan van de Zaandamse betaaldvoetbalclub ZFC. De club kwam uit in de Eerste divisie A en eindigde daarin op de 12e plaats. Tevens deed de club mee aan het toernooi om de KNVB beker, hierin werd de club in de eerste ronde uitgeschakeld door TYBB (0–1).

## Wedstrijdstatistieken

### Eerste divisie A
|       | AGOVV | Alkmaar '54 | BVV   | D.F.C. | De Graafschap | Eindhoven | Fortuna | Haarlem | Helmond | Leeuwarden | Limburgia | SVV   | Volendam | VSV   | Wageningen |
| ----- | ----- | ----------- | ----- | ------ | ------------- | --------- | ------- | ------- | ------- | ---------- | --------- | ----- | -------- | ----- | ---------- |
| Thuis | 3 – 4 | 2 – 2       | 1 – 0 | 4 – 0  | 0 – 3         | 2 – 3     | 6 – 1   | 2 – 2   | 0 – 0   | 3 – 1      | 0 – 1     | 2 – 3 | 0 – 2    | 3 – 1 | 0 – 3      |
| Uit   | 2 – 2 | 3 – 0       | 1 – 1 | 3 – 2  | 1 – 3         | 1 – 0     | 3 – 1   | 1 – 1   | 1 – 5   | 2 – 4      | 4 – 1     | 2 – 1 | 2 – 1    | 0 – 1 | 5 – 2      |

### KNVB beker
| Voorronde                                   | ZFC | 0 – 1 (0 – 1) | TYBB     |
| 15 april 1959 Plaats: Zaandam Westzanerdijk |     |               | 21' Blom |

## Statistieken ZFC 1958/1959

### Eindstand ZFC in de Nederlandse Eerste divisie 1958 / 1959
| Stand | Gespeeld | Gewonnen | Gelijk | Verloren | Punten | Doelpunten voor | Doelpunten tegen |
| ----- | -------- | -------- | ------ | -------- | ------ | --------------- | ---------------- |
| 12e   | 30       | 9        | 6      | 15       | 24     | 53              | 57               |

### Topscorers
| #                 | Naam             | Goal |
| ----------------- | ---------------- | ---- |
| 1.                | Bert Cornelisse  | 9    |
| 1.                | Lou de Graaf     | 9    |
| 1.                | Cor Kat          | 9    |
| 4.                | Wim van der Waal | 7    |
| 5.                | Rudi Michel      | 5    |
| 6.                | Wim van 't Kaar  | 4    |
| 7.                | Piet van den Bor | 3    |
| 8.                | Jan Smit         | 2    |
| 9.                | Jan-Piet Bok     | 1    |
| 9.                | Theo de Groot    | 1    |
| Onbekend doelpunt |                  |      |
| –                 | Onbekend         | 3    |
| Totaal            | Totaal           | 53   |

| #      | Naam        | Goal |
| ------ | ----------- | ---- |
| –      | Geen speler | 0    |
| Totaal | Totaal      | 0    |